# Serles
Le Serles (aussi appelé Waldrastspitze) est une montagne culminant à 2 717 m d'altitude dans les Alpes de Stubai.

## Toponymie
Le nom de Serles vient d'une légende : un roi tyrannique et ses deux fils furent pétrifiés pour leurs crimes. Ils représentent le sommet principal et les deux sommets secondaires.

## Géographie
Le Serles se situe entre le Stubaital et le Wipptal, dominant ainsi la ville d'Innsbruck.

## Ascension
Le Serles est atteint presque nécessairement par une crête au sud-ouest environ 500 mètres en dessous du sommet. On peut partir :
- de Matrei am Brenner par Maria Waldrast ;
- de Mieders, lieu de départ du Serlesbahn puis par Maria Waldrast ;
- de Kampl, un village de Neustift im Stubaital, ou de Medraz, un village de Fulpmes par le refuge de Wildeben.

Une partie de l'ascension partant de ces lieux est cotée 3. Toutes les voies par la face nord et les sommets secondaires sont classées 4+.